# (4657) López
(4657) Lopez és un asteroide descobert el 22 de setembre de 1979 per l'astrònom rus Nikolai Stepànovitx Txernikh a l'Observatori Astrofísic de Crimea. La designació provisional que va rebre era 1979 SU9. Els descobridors van proposar que fos dedicat al seu col·lega i col·laborador, l'astrònom valencià Alvaro López Garcia (n. 1941), de l'Observatori Astronòmic de la Universitat de València.